# Ornitopia
Ornitopia là một chi bướm đêm thuộc họ Noctuidae.